# Cephalanthera kurdica
Cephalanthera kurdica är en orkidéart som beskrevs av Joseph Friedrich Nicolaus Bornmüller och Friedrich Fritz Wilhelm Ludwig Kraenzlin. Cephalanthera kurdica ingår i släktet skogsliljor, och familjen orkidéer. Inga underarter finns listade i Catalogue of Life.